# Šalinskij rajon
Il Šalinskij rajon (in russo Шалинский район?) è un municipal'nyj rajon della Repubblica Autonoma della Cecenia, in Russia.